# Адам Олеаријус
Адам Олеаријус (рођен   или  ; Ашерслебен, 24. септембар 1599 — Готорф, 23. фебруар 1671) био је немачки дипломата, путописац, филолог, књижевник, географ и математичар.
Рођен је у Ашерслебену, а након завршених студија у Лајпцигу запослио се као библиотекар и математичар на двору Фридриха III, војводе Холштајн-Готорфа. Године 1635. послат је у Персију као представник дипломатско-трговачке мисије Шлесвиг-Холштајна. Током четверогодишњег службовања, израдио је квалитетне путописе и локалне карте Русије и Ирана.
Године 1646. израдио је и врло прецизну „Нову карту Ирана” и околних регија, служећи се бакрорезом величине 52 x 38,5 центиметара. На њему су верно приказане иранске планине и реке, а Каспијско језеро је више правоуглог него овалног облика, каквим се раније често погрешно приказивало. Такође, на њему се налазе и имена бројних иранских градова као што су Табриз, Ардабил, Казвин и Хамадан с припадајућим панорамама.
Превео је и Саадијев Голестан на немачки, чиме је упознао Европу с персијском књижевношћу.

## Дела
- (језик: немачки)  (1647)
- (језик: немачки)  (1656)
- (језик: немачки)  (1654)
- (језик: латински) Nova Delineatio Persiae et Confiniorvm veteri longe accurator edita Anno (1655)
- (језик: немачки)  (1658)
- (језик: холандски)  (1658)

## Галерија
- Казан
- Самара
- Исфахан
- Козмодемјанск
- Шамаки